# 1%法则

解釋網絡社區用戶參與度結構的圓餅圖。

在网络文化中，1%法则是一种用于将网络社区用户进行分类的法则，又称为90-9-1法则。该法则认为在网络社群中，90%的参与者只看内容并不参与互动，9%的用户会参与讨论，而只有1%的用户会创造内容。最初由Jakob Nielsen在2006年提出。